# Saint-Romain-en-Viennois
 Saint-Romain-en-Viennois  es una población y comuna francesa, en la región de Provenza-Alpes-Costa Azul, departamento de Vaucluse, en el distrito de Carpentras y cantón de Vaison-la-Romaine.
Está integrada en la Communauté de communes du Pays Voconces.

## Demografía
| 368 | 417 | 526 | 644 | 687 | 730 |
| Para los censos de 1962 a 1999 la población legal corresponde a la población sin duplicidades (Fuente: INSEE [Consultar]) |     |     |     |     |     |

Forma parte de la aglomeración urbana de Vaison-la-Romaine.